# Antioquita marcuzzii
Antioquita marcuzzii es una especie de insecto blatodeo de la familia Blaberidae, subfamilia Epilamprinae.

## Distribución geográfica
Se pueden encontrar en Venezuela.